# جون جاكوبس (لاعب غولف)
جون جاكوبس (بالإنجليزية: John Jacobs)‏ هو لاعب غولف أمريكي، ولد في 18 مارس 1945 في لوس أنجلوس في الولايات المتحدة.

## وصلات خارجية
- جون جاكوبس على موقع رابطة لاعبي الغولف المحترفين (الإنجليزية)
- جون جاكوبس على موقع رابطة اليابان للاعبي الغولف المحترفين (الإنجليزية)